# Parapallene calmani
Parapallene calmani là một loài nhện biển trong họ Callipallenidae. Loài này thuộc chi Parapallene. Parapallene calmani được miêu tả khoa học năm 1928 bởi Flynn.